# Misaki Matsutomo
Misaki Matsutomo (født 8. februar 1992) er en japansk badmintonspiller, der vandt olympisk guld i damedouble sammen med Ayaka Takahashi ved Sommer-OL 2016. Det var den første olympiske guldmedalje, som Japan nogensinde vandt i badminton.